# قانون عمومی (فیلم)
قانون عمومی (انگلیسی: The Common Law) فیلمی در ژانر رمانتیک است که در سال ۴۰۲ منتشر شد. از بازیگران آن می‌توان به جوئل مک‌کری، کنستانس بنت و لو کودی اشاره کرد.